# Darren Johnson
Darren Paul Johnson (sinh năm 1966 tại Southport, Lancashire) là một cựu chính khách người Anh và là thành viên nổi bật của Đảng Xanh của Anh và xứ Wales. Ông đại diện cho Đảng Xanh trong Hội đồng Luân Đôn từ năm 2000 đến năm 2016 và là ủy viên hội đồng Xanh tại London Borough of Lewisham.

## Tuổi thơ và sự nghiệp
Ở trường, Johnson học A-Levels bằng tiếng Anh, Nghiên cứu sân khấu và nghiên cứu báo chí. Johnson thừa nhận "sự xấu hổ" của mình rằng bước đột phá đầu tiên vào chính trị của ông là đứng trong một cuộc bầu cử giả ở trường vào năm 1979 với tư cách là ứng cử viên của đảng Bảo thủ.
Ông sống ở Hull trong ba năm trước khi chuyển đến sống cùng một người bạn ở Wembley ở London vào năm 1990. Ông cũng sống ở Finsbury Park và Golders Green trước khi định cư ở Lewisham. Công việc đầu tiên của anh ở London là "trong tài khoản với một công ty quảng cáo ở Goodge Street". Ông lấy bằng tại Goldsmiths College (một phần của Đại học London) vào năm 1994, cuối cùng có được bằng cử nhân hạng nhất (hons.) Về Chính trị và Kinh tế. Ông rõ ràng "bắt đầu làm việc với bằng tiến sĩ cho đến khi Hội đồng Luân Đôn đánh lạc hướng ông". Ông cũng từng là một "chuyên gia tư vấn trả tiền cho Friends of the Earth".

## Đời tư
Johnson, người đồng tính công khai, sống ở Brockley với đối tác lâu dài và cựu ủy viên hội đồng quận, Dean Walton. Johnson là một người ủng hộ nhiệt tình của nhạc sống (rock và dân gian) và viết blog đánh giá trực tiếp.